# Yesterday Live
«Yesterday Live» (с англ. — «Вчера в прямом эфире») — телевизионная юмористическо-пародийная передача, выходившая на «Первом канале» с 12 сентября 2010 по 11 мая 2013 года, чаще всего — по воскресеньям вечером, реже — в прайм-тайм пятницы или субботы, после программы «Время» или в блоке после 23:00. Шоу пародирует другие телепередачи, а также кино, театр, рекламу, спортивные и политические события.
Создатели признались, что ориентировались на популярное американское шоу «Saturday Night Live». Программа известна также своими юмористическими девизами, как: «Оставайтесь с нами, мы реально кайфовые!», и «Оставайтесь с нами, а не то у вас взорвется телевизор». Наиболее часто произносимая главным ведущим Виктором Васильевым фраза — «Смотрите нас. Или как вам будет угодно». Девиз выпуска новостей — «Мы узнаём новости последними!». Музыкальный джингл, сопровождающий появление названия передачи в межпрограммной мини-заставке, состоит из фрагментов двух песен — «Yesterday» The Beatles и «Live Is Life» австрийской группы Opús.
Осенью 2013 года шоу не возобновилось, как и несколько других шоу «Первого канала», которые в сентябре 2013 года не вернулись в эфир.

## Формат
Формат первого сезона сильно отличается от того, как передача выглядела начиная со второго сезона. В первых выпусках шоу было поделено на рубрики, каждая — со своим ведущим, между рубриками были шуточные рекламные ролики и музыкальные паузы с участием приглашённых артистов.
После первого сезона формат передачи было решено полностью изменить. Из всех рубрик остался только «Выпуск новостей» (рубрика «Узкие народные сказки» тоже продолжала появляться в некоторых выпусках второго и третьего сезонов), а остальные разделы шоу (кроме рекламы) были отменены. Им на замену пришли пародии на телепередачи, фильмы, актуальные события и социальные явления. После первого сезона некоторые актёры покинули проект (Колчин, Привалов, Олешко), вместо них пришли новые. Появились новые рубрики «клип», «мюзикл», «трейлер», «за кулисами», «новости вашего региона», «от Викиликс» и другие. В каждом выпуске «Yesterday Live» принимает участие приглашённая звезда телевидения, театра, кино или эстрады.

## Группа Yesterday Live
Участники шоу (на момент закрытия):
- Виктор Васильев — капитан Сборной КВН города Санкт-Петербурга
- Екатерина Матвиенко — участница команды КВН «Университетский проспект» (МГУ)
- Сергей Бородин — капитан команды КВН «Университетский проспект»
- Алексей Воробьёв — участник команды КВН «Университетский проспект» (с третьего выпуска)
- Максим Аникин — участник команды КВН «СТЭПиКо» (Новосибирск)
- Станислав Ярушин — участник команд КВН «Лица Уральской НАциональности» (Челябинск), «УЕздный город» (Магнитогорск — Челябинск)
- Дмитрий Видавский — участник команды КВН «Голый пистолет» (РГСУ)
- Даниил (Данил) Щебланов — актёр и пародист
- Дмитрий Лунёв — участник команды КВН «Университетский проспект»
- Ирина Киреева — актриса, выпускница ГИТИС
- Борис Мокроусов — участник команды КВН «Университетский проспект»
- Лариса Брохман — актриса, бард, пародистка
- Вера Гоппен — актриса, модель
- Елена Сванидзе — актриса театра, выпускница ГИТИС
- Владимир Белякин — участник команды КВН «РУДНик»
- Михаил Мучкин — участник команды КВН «СТЭПиКо»
- Маргарита Хереш — участница команды КВН «Голый пистолет»
- Олег Харитонов — актёр театра и кино (в 2010 участвовал как гость в двух выпусках, с 2011 актёр труппы; нет в титрах)
- Евгений Шелякин — режиссёр, сценарист, участник команды КВН «Кубанские казаки»
- Алексей Шуравин — участник команды КВН «Найди», сценарист
- Дмитрий Браун — участник команды КВН «Найди», сценарист
- Иван Немтырев — участник команды КВН «Найди», сценарист
- Василий Бархатов — режиссёр

Бывшие участники шоу:
- Юрий Владовский — сорежиссёр программы (в 2010-2011 по совместительству актер труппы)
- Александр Олешко — актёр театра и кино (участвовал только в первом сезоне, был одним из гостей в четвёртом сезоне)
- Александр Гудков — участник команды КВН «Фёдор Двинятин»
- Денис Привалов — капитан команды КВН «Мегаполис» (участвовал только в первом сезоне)
- Дмитрий Будашкаев — участник команды КВН РУДН
- Дмитрий Колчин — капитан команды КВН «СОК» (участвовал только в двух первых выпусках, после чего вернулся в КВН)
- Кирилл Качурин — участник команды КВН РУДН
- Дмитрий Мишин — капитан команды КВН СПбУЭиФ, автор  Сборной КВН города Санкт-Петербурга
- Денис Ртищев — участник команд КВН РосНоУ и «Мегаполис»
- Александр Коптель — капитан команды КВН «СТЭПиКо»
- Наталья Иохвидова — актриса театра и кино

## Первый сезон
В первом сезоне программа была поделена на рубрики, которые вели разные ведущие. Между рубриками показывались шуточные рекламные ролики и музыкальные паузы с участием приглашённых исполнителей. Студия была поделена на пять кабинок, из которых телеведущие вели шоу. На Викторе Васильеве был синий пиджак с синим галстуком.
Седьмой выпуск шоу был посвящён Новому Году и был составлен из материала, отснятого для новогоднего «Оливье-Шоу». Среди приглашенных зрителей были и знаменитости. В начале выпуска участники шоу выступили с пародией на песню Леди Гаги «Bad romance» на тему своего шоу. Виктор Васильев был в фиолетовом пиджаке с зелёным галстуком.
Следующие рубрики составляли шоу в первом сезоне:
- Выпуск новостей — ведущий: Виктор Васильев, а также Максим Аникин (репортёр), Екатерина Матвиенко (аналитик) и Сергей Бородин (ведущий новостей спорта).
- Рубрика полезных советов — ведущий: Юрий Владовский.
- Рубрика истории — ведущий: Александр Олешко.
- Новинки кинопроката — ведущий: Станислав Ярушин.
- Рубрика о моде — ведущий: Александр Гудков.
- Вечер добрый, а я — нет — ведущий: Дмитрий Колчин.
- Музыкальный ларёк — ведущий: Денис Привалов.
- Узкие народные сказки — ведущий: Дмитрий Будашкаев.
- Хит-парад — ведущий: Алексей Воробьёв.

| № выпуска | Премьера   | Список участников | Гости выпуска                                                        |
| --------- | ---------- | --- | -------------------------------------------------------------------- |
| 1         | 12.09.2010 | Виктор Васильев, Василий Бархатов, Юрий Владовский, Александр Гудков, Станислав Ярушин, Александр Олешко, Денис Привалов, Максим Аникин, Дмитрий Колчин, Сергей Бородин         | Вася Обломов                                                         |
| 2         | 26.09.2010 | Виктор Васильев, Василий Бархатов, Юрий Владовский, Дмитрий Колчин, Максим Аникин, Станислав Ярушин, Александр Олешко, Денис Привалов, Александр Гудков, Сергей Бородин         | группа «Огнеопасный Оркестр»                                         |
| 3         | 10.10.2010 | Виктор Васильев, Александр Гудков, Денис Привалов, Юрий Владовский, Дмитрий Будашкаев, Екатерина Матвиенко, Максим Аникин, Станислав Ярушин, Александр Олешко, Сергей Бородин   | группа «Ландыши»                                                     |
| 4         | 24.10.2010 | Виктор Васильев, Денис Привалов, Александр Олешко, Юрий Владовский, Алексей Воробьёв, Екатерина Матвиенко, Максим Аникин, Станислав Ярушин, Александр Гудков, Сергей Бородин    | группа «Хоронько-оркестр»                                            |
| 5         | 14.11.2010 | Виктор Васильев, Александр Гудков, Василий Бархатов, Денис Привалов, Юрий Владовский, Алексей Воробьёв, Екатерина Матвиенко, Александр Олешко, Станислав Ярушин, Сергей Бородин | Дмитрий Нагиев, группа «Markscheider Kunst»                          |
| 6         | 12.12.2010 | Виктор Васильев, Станислав Ярушин, Александр Олешко, Юрий Владовский, Денис Привалов, Дмитрий Будашкаев, Александр Гудков, Максим Аникин, Екатерина Матвиенко, Сергей Бородин   | Евгений Маргулис                                                     |
| 7         | 09.01.2011 | Виктор Васильев, Юрий Владовский, Дмитрий Будашкаев, Максим Аникин, Станислав Ярушин, Денис Привалов, Александр Олешко, Екатерина Матвиенко, Александр Гудков, Сергей Бородин   | Олег Харитонов, Екатерина Андреева, Александр Гордон, Николай Валуев |

## Второй сезон
Второй сезон прошел совершенно в ином формате, в отличие от первого сезона. В студии оставили лишь кабинку Виктора Васильева и соседнюю с ней, в которой разыгрывается отдых участников шоу, на месте оставшихся трех стоит сцена. Из всех рубрик первого сезона остались лишь новости Виктора Васильева, «Узкие народные сказки» Дмитрия Будашкаева, репортаж Максима Аникина, а также музыкальная пауза с участием приглашённых исполнителей и реклама Yesterday Life. Появились новые рубрики: «мюзикл», «трейлер», «новости вашего региона» и другие номера, пародирующие популярные шоу или какое-нибудь жизненное событие. В каждом выпуске появляются гости шоу, которые разыгрывают сценки вместе с участниками, а в конце выпуска Виктор Васильев берет у них интервью. В начале выпуска показывают, как участники шоу за кулисами встречают гостя. Виктор Васильев был в фиолетовом пиджаке и зелёном галстуке, как в новогоднем выпуске предыдущего сезона. Из шоу ушли Александр Олешко, Дмитрий Колчин и Денис Привалов.
Участники сезона: Виктор Васильев, Юрий Владовский, Александр Гудков, Екатерина Матвиенко, Сергей Бородин, Дмитрий Видавский, Алексей Воробьёв, Даниил Щебланов, Дмитрий Лунёв, Ирина Киреева, Станислав Ярушин, Борис Мокроусов, Лариса Брохман, Дмитрий Будашкаев, Максим Аникин, Вера Гоппен, Кирилл Качурин, Наталья Иохвидова и Олег Харитонов.
| № выпуска | Премьера   | Гость выпуска        | Приглашённый исполнитель   |
| --------- | ---------- | -------------------- | -------------------------- |
| 1 (8)     | 13.03.2011 | Анастасия Заворотнюк | группа «Салют»             |
| 2 (9)     | 03.04.2011 | Алексей Кортнев      | группа «Несчастный случай» |
| 3 (10)    | 17.04.2011 | Олег Харитонов       | группа «Ундервуд»          |
| 4 (11)    | 14.05.2011 | Дарья Мороз          | ансамбль «Ля-миноръ»       |
| 5 (12)    | 29.05.2011 | Олег Фомин           | группа «Видели!Знаем»      |
| 6 (13)    | 13.06.2011 | Алиса Гребенщикова   | группа «Кирпичи»           |

## Третий сезон
Формат третьего сезона ничем не отличается от формата второго сезона, за исключением того, что отменили музыкальные паузы с приглашёнными исполнителями и заменили их клипами от участников шоу. В 16-м выпуске Виктор Васильев поменял свой пиджак и галстук обратно на синие, как в первом сезоне. Из актерского состава ушёл Юрий Владовский. 
Участники сезона: Виктор Васильев, Александр Гудков, Екатерина Матвиенко, Сергей Бородин, Дмитрий Видавский, Алексей Воробьёв, Даниил Щебланов, Дмитрий Лунёв, Ирина Киреева, Станислав Ярушин, Борис Мокроусов, Лариса Брохман, Дмитрий Будашкаев, Максим Аникин, Вера Гоппен, Кирилл Качурин, Олег Харитонов.
| № выпуска | Премьера   | Гость выпуска     |
| --------- | ---------- | ----------------- |
| 1 (14)    | 09.10.2011 | Валдис Пельш      |
| 2 (15)    | 23.10.2011 | Мария Кожевникова |
| 3 (16)    | 06.11.2011 | Жанна Фриске      |
| 4 (17)    | 27.11.2011 | Юрий Николаев     |
| 5 (18)    | 11.12.2011 | Алика Смехова     |
| 6 (19)    | 25.12.2011 | Марк Тишман       |

## Четвёртый сезон
Формат четвёртого сезона остался прежним. Шоу приобрело новую заставку, в которой в титрах указываются все участники шоу (кроме Олега Харитонова и Владимира Белякина). Из нововведений появились такие рубрики, как «ноу коммент» или «от Викиликс». Также отменили рубрику «Узкие народные сказки». Гости выпуска выходят отвечать на вопросы зрителей. Виктор Васильев был в пиджаке и галстуке голубого цвета.
Участники сезона: Виктор Васильев, Александр Гудков, Екатерина Матвиенко, Сергей Бородин, Дмитрий Видавский, Алексей Воробьёв, Даниил Щебланов, Дмитрий Лунёв, Ирина Киреева, Станислав Ярушин, Борис Мокроусов, Лариса Брохман, Дмитрий Будашкаев, Максим Аникин, Вера Гоппен, Кирилл Качурин, Олег Харитонов, Владимир Белякин.
| № выпуска | Премьера   | Гость выпуска     |
| --------- | ---------- | ----------------- |
| 1 (20)    | 12.02.2012 | Анастасия Макеева |
| 2 (21)    | 24.02.2012 | Александр Олешко  |
| 3 (22)    | 17.03.2012 | Эвклид Кюрдзидис  |
| 4 (23)    | 30.03.2012 | Анна Снаткина     |
| 5 (24)    | 15.04.2012 | Иван Стебунов     |
| 6 (25)    | 13.05.2012 | Валерия Ланская   |
| 7 (26)    | 27.05.2012 | Дмитрий Нагиев    |
| 8 (27)    | 22.07.2012 | Настя Задорожная  |

## Пятый сезон
Формат пятого сезона не изменился. Из шоу ушли Александр Гудков, Дмитрий Будашкаев и Кирилл Качурин, вместо них появились новые актеры, которые «заняли» их места в титрах. Виктор Васильев на протяжении сезона носил салатовые пиджак и галстук.
Участники сезона: Виктор Васильев, Елена Сванидзе, Маргарита Хереш, Екатерина Матвиенко, Сергей Бородин, Дмитрий Видавский, Алексей Воробьёв, Даниил Щебланов, Дмитрий Лунёв, Ирина Киреева, Станислав Ярушин, Борис Мокроусов, Лариса Брохман, Владимир Белякин, Максим Аникин, Вера Гоппен, Михаил Мучкин, Олег Харитонов.
| № выпуска | Премьера   | Гость выпуска      |
| --------- | ---------- | ------------------ |
| 1 (28)    | 07.10.2012 | Сергей Астахов     |
| 2 (29)    | 21.10.2012 | Елена Корикова     |
| 3 (30)    | 11.11.2012 | Павел Деревянко    |
| 4 (31)    | 25.11.2012 | Светлана Пермякова |
| 5 (32)    | 16.12.2012 | Мария Голубкина    |

## Шестой сезон
Шестой сезон начался с нововведения в студии — на сцене появились 3D-декорации. Теперь гостей выпуска не встречают возле гримерки за кулисами, а объявляют непосредственно перед их выходом. Некоторые участники объявляют о начале каких-то рубрик: к примеру, Борис Мокроусов и Екатерина Матвиенко объявляют рубрику «от Викиликс», Сергей Бородин — кинорубрики, а Алексей Воробьёв — гостя программы. Также вернули новости с Екатериной Матвиенко и добавили вопрос Михаилу Мучкину, «человеку, знающему ответы на все вопросы». Появился мюзикл от Евгения Шелякина и Славы Кулаева. Виктор Васильев на протяжении сезона носил салатовые пиджак и галстук.
Участники сезона: Виктор Васильев, Елена Сванидзе, Маргарита Хереш, Екатерина Матвиенко, Сергей Бородин, Дмитрий Видавский, Алексей Воробьёв, Даниил Щебланов, Дмитрий Лунёв, Ирина Киреева, Станислав Ярушин, Борис Мокроусов, Лариса Брохман, Владимир Белякин, Максим Аникин, Вера Гоппен, Михаил Мучкин, Олег Харитонов.
| № выпуска | Премьера   | Гость выпуска    |
| --------- | ---------- | ---------------- |
| 1 (33)    | 10.02.2013 | Елена Бирюкова   |
| 2 (34)    | 24.02.2013 | Оскар Кучера     |
| 3 (35)    | 23.03.2013 | Екатерина Гусева |
| 4 (36)    | 30.03.2013 | Игорь Верник     |
| 5 (37)    | 30.04.2013 | Нонна Гришаева   |
| 6 (38)    | 11.05.2013 | Сергей Чонишвили |

## Критика
По мнению журналиста Владимира Полупанова, шоу расширяет границы допустимого на телевидении:

«Картинка яркая и сочная. То, что происходит в студии, тоже довольно ярко и самобытно, хотя местами и не „без перегибов“. <…> Правда, местами „экспериментальный“ юмор „Yesterday Live“ переходит некие границы дозволенного. Возможно, производители и ставили такую задачу — перешагнуть эти самые границы, поэтому в одном из скетчей водка и косячок предлагались в качестве панацеи от чувства вины»
Журналист Павел Садков заявил, что ненормативная лексика не помогла прозвучавшим в программе шуткам стать смешными:

«Унылое зрелище под общим названием „Yesterday Live“ готовилось в обстановке повышенной секретности и было окутано мраком. Предполагалось что-то грандиозное. Получилось нечто с шутками в стиле „Ср...ть мне на папоротник. И так появились удобрения“ и „Килограммы, идите в ...пу“ (первое, кстати, никто и не собирался запикивать). А ещё один из ведущих, шутя, курил „ростовскую травку“. Собственно, в этом и была шутка. Ни капитаны лучших команд КВН, ни резидент „Комеди клаб“ Виктор Васильев, ни актёр Александр Олешко это странное детище нашего ТВ не спасли»
В более поздней статье, сообщавшей о закрытии программы, Садков изменил свою позицию и выразил сожаление относительно прекращения её показа: «Говорят и о закрытии программы „Yesterday Live“. Объяснений пока нет, ведь передача была действительно смешной…».
По словам сценариста шоу «Большая разница» Константина Ворончихина, главная цель шоу «Yesterday Live» состояла в том, чтобы перетянуть аудиторию «Разницы» — обе программы выходили в воскресенье после программы «Время», чередуясь между собой:

«„Йестедэй лайв“ давал очень низкие доли для своего прайм-сегмента и отпугивал возрастную категорию. Эта программа держалась так долго только потому, что её делал ручной Эрнсту „Красный квадрат“, который ненавидел „Разницу“ и пытался любое г...но ставить ему в конкуренцию. „Разница“ по долям была процентов на 30 популярней „Йестедэй“»